# G・K・チェスタトン
ギルバート・キース・チェスタトン（英: Gilbert Keith Chesterton、1874年5月29日 - 1936年6月14日）は、イギリスの作家、批評家、詩人、随筆家。
ディテクションクラブ初代会長。
ロンドン・ケンジントンに生まれ。セント・ポール校、スレード美術学校に学ぶ。推理作家としても有名で、カトリック教会に属するブラウン神父が遭遇した事件を解明するシリーズが探偵小説の古典として知られている。

## 生涯
1874年、ロンドン西部ケンジントンの不動産業・土地測量業の家に生まれる。1887年にセントポール校に入学すると1年下のE・C・ベントリーと出会い、生涯の親友となる。当初は画家を志し、1891年にスレード美術学校（ロンドン大学付属）に入るが挫折し、文学を志すようになる。ロンドンでは、文壇付き合い、パブに入り浸る生活を続ける。
1900年、『戯れる白髪』、『野生の騎士』の2冊の詩集で文壇にデビューを飾る。
フランセス・ブロッグと恋に落ち、1901年に結婚。彼女の影響と、盟友のヒレア・ベロックがカトリック教徒であったことから、アングロ・カトリックに魅かれていくようになる。
1904年には、マクミラン社の『英国文人叢書』の1冊として、評伝『ロバート・ブラウニング』を出版、批評家たちから高い評価を得る。また、同年に『ノッティング・ヒルのナポレオン』(『新ナポレオン奇譚』）を出版している。
弟セシルが無線通信会社マルコーニ社の汚職事件（マルコーニ・スキャンダル）に絡んで告訴され、裁判に敗れる。弟が第一次世界大戦に出征すると、言論誌『新証言』の編集と経営を引き継ぎ、のちに誌名を『週刊G.K』として終生その重責を担うことになる（弟はフランス戦線で戦い、のちに終戦直前に戦死している）。
1909年、バッキンガムシャーのベコンズフィールドに移住、静かな田園生活を送ることとなる。
1922年、ブラウン神父のモデルとなったジョン・オコンナー神父の手によりカトリックに改宗。
H.G.ウェルズとの間で、ウェルズのベストセラーである『世界文化史体系』をめぐり論争をおこなう。これがのちの『人間と永遠』の出版に結びつく。
1936年に死去し、その葬儀はウェストミンスター大聖堂で行われた（このときカトリックの聖職者として葬儀を執り行ったのは、推理作家として有名なロナルド・ノックスである）。

## 活動
ボーア戦争勃発に際しては反イギリス側の論客として頭角をあらわし、自由主義派の有力な論客としてイギリスの政治・社会を糾弾批判している。
1922年にイングランド国教会からカトリックに改宗。改宗後はキリスト教的歴史観から批評活動をおこなう。後期ヴィクトリア朝時代の物質主義・機械万能主義からくる自己満足（虚栄心）に対し鋭い批判を加えた。得意の警句と逆説を駆使したその文芸批評、文明批評は鋭利で、資本主義・社会主義双方を排撃し、配分主義を提唱した。

## 評価
江戸川乱歩はチェスタトンのトリック創案率は探偵小説随一としている。エッセイや評論にも名品があり、1906年に著したディケンズの評伝「Charles Dickens A Critical Study」はT・S・エリオットなどによってこの分野の最高のものと見なされた。並外れて大きな体躯でも知られ、ジョン・ディクスン・カーの創造した探偵ギデオン・フェルのモデルとも言われる。
当時の知識層の例に漏れず、キリスト教徒としての視点や植民地主義に立脚した、黒人やインディアン、インディオ、東洋人など他民族への偏見・蔑視が色濃いことも特徴である。

## エピソード
結婚式の当日、遅刻しそうになって急いでいたが、一旦休息したところで馴染みの銃砲店の主人から、以前頼んだ猟銃が手に入ったと声を掛けられる。チェスタトンは喜んで即座に購入し、その銃を携えたまま結婚式に向かった為、列席者たちから「新婦を殺害する気か」と勘違いされてしまったという。

## 発言
- 「解決策がわからないのではない問題がわかってないのだ。」
- 「私たちは世界と共に動く教会を望んでいません。私たちは世界を動かす教会を望んでいます。」
- 「徹底的に現世的な人々には、現世そのものを理解することさえできぬものだ。」
- 「狂人とは理性を失った人のことではない。狂人とは理性以外のあらゆる物を失った人である。」
- 「唯物論者には、完璧に磨き上げられた機械のごとき彼らの宇宙に、ほんのひとかけらの精神性も奇跡も受け入れる自由がない。」
- 「自らの五感を信じることのできぬ人間は、五感以外の何物も信じることのできぬ人間同様狂人である。」
- 「人を正気たらしめてきたのは、何あろう神秘主義である。神秘主義の功績、それは即ち人は理解し得ないものの力を借りることで、初めてあらゆるものを理解することができるということである。」
- 「思想を破壊する思想がある。もし破壊されねばならぬ思想があるとすれば、まずこの思想こそ破壊されねばならぬ思想だ。」
- 「意思の行為はことごとく自己限定の行為である。ある行動を望むとは、すなわちある限定を望むことなのだ。（中略）何物かを選ぶことは、他の一切を捨てることである。」
- 「孤立した傲慢な思考は白痴に終わる。」
- 「人々はローマが偉大であるからローマを愛したのではない。ローマは人々がローマを愛したから偉大となったのだ。」
- 「自殺は単に一つの罪であるばかりではない。自殺はまさに罪の中の罪である。究極の悪、絶対の悪であって、生命の存在そのものに関心を持とうとせぬ態度にほかならぬ。」
- 「キリスト教徒は世界を逃れて宇宙に入るのであるが、仏教徒は世界ばかりかむしろ宇宙から逃れることを願うのである。これら二つのものに比べられるものは、他に地上には殆ど無い。そしてキリストの頂に登らぬ者は、仏陀の奈落に落ちるのである。」

## 主な著作
『―』内は主な邦題　List of books by G. K. Chestertonも参照
- 評論・評伝・エッセーの日本語訳は「チェスタトン著作集」（春秋社 全15巻、ピーター・ミルワード編）が出版

### 評論ほか
文明・文化論
- 1905年 『異端者の群れ』（Heretics）別宮貞徳訳（春秋社）一部は新版再刊、以下略
- 1909年 『正統とは何か』（Orthodoxy）安西徹雄訳（新版1995年、2009年、2019年）
- 1925年 『人間と永遠』（The Everlasting Man）別宮貞徳訳
- 1926年 『正気と狂気の間』（The Outline of Sanity）上杉明訳（新版1999年）
- 1929年 『ローマの復活』（The Resurrection of Rome）別宮貞徳訳

評伝
- 1906年 『チャールズ・ディケンズ』（Charles Dickens）小池滋・金山亮太訳
- 1909年 『ジョージ・バーナード・ショー』（George Bernard Shaw）安西徹雄訳
- 1910年 『ウィリアム・ブレイク　ロバート・ブラウニング』（William Blake）中野記偉訳
- 1923年 『久遠の聖者 アッシジの聖フランチェスコ』（St. Francis of Assisi）「久遠の聖者」生地竹郎訳
- 1927年 『ロバート・ルイス・スティーヴンソン』 （Robert Louis Stevenson）別宮貞徳・柴田裕之訳
- 1932年 『チョーサー』（Chaucer）渡部昇一・福士直子訳
- 1933年 『聖トマス・アクィナス』（St. Thomas Aquinas）「久遠の聖者」生地竹郎訳、新版・ちくま学芸文庫、2023年

エッセー・回想
- 1909年 『棒大なる針小』（Tremendous Trifles） 別宮貞徳・安西徹雄訳、新版1999年 - 文学論・随筆集
- 1936年 『自叙伝』（Autobiography） 吉田健一訳、新版1999年 -『正統とは何か』と対をなす評論風自伝
- 1938年 『色とりどりの国』（The Coloured Lands）、尾崎安・山形和美訳（教文館、1987年）- キリスト教論集
- 『求む、有能でないひと』、阿部薫訳（国書刊行会、2004年）- 本邦初訳の時事コラム集

### 長編小説
- 1904年 『新ナポレオン奇譚』（The Napoleon of Notting Hill）
  - 高橋康也・成田久美子訳 （春秋社、1984年／ちくま文庫、2010年）
- 1905年 『木曜の男』 （The Man Who Was Thursday）
  - 吉田健一訳、創元推理文庫、旧版は東京創元社「世界推理小説全集」
  - 南條竹則訳 『木曜日だった男』（光文社古典新訳文庫、2008年）
- 1912年 『マンアライヴ』（Manalive）
  - つずみ綾訳（論創社〈論創海外ミステリ〉、2006年）
  - 南條竹則訳（創元推理文庫、2023年）

### 短編集
- 1905年 『奇商クラブ』（The Club of Queer Trades）
  - 『奇商クラブ』（福田恆存訳、創元推理文庫：東京創元社、1977年）
    - 訳書旧版は、同社「世界推理小説全集」1959年、1991年に中村保男訳名義に訂正。『知りすぎた男』（本国版）での2篇（短編「背信の塔」及び中編「驕りの樹」）を収録（新訳版も）

  - 『奇商クラブ 【新訳版】』（南條竹則訳、創元推理文庫、2018年）
- 1911年 『ブラウン神父の童心』（The Innocence of Father Brown）
  - 『ブラウン神父の無知』（村崎敏郎訳、ハヤカワミステリ201：早川書房、1955年）
  - 『ブラウン神父の純智』（橋本福夫訳、新潮文庫：新潮社、1959年）
  - 『ブラウン神父の童心』（福田恆存・中村保男訳、創元推理文庫、1959年。1982年に改稿され中村保男の単独名義となる、改版2017年）
  - 『ブラウン神父の無心』（南條竹則・坂本あおい訳、ちくま文庫：筑摩書房、2012年）
  - 『ブラウン神父の無垢なる事件簿』（田口俊樹訳、ハヤカワ・ミステリ文庫：早川書房、2016年）
- 1914年 『ブラウン神父の知恵』（The Wisdom of Father Brown）
  - 『ブラウン神父の知慧』（村崎敏郎訳、ハヤカワミステリ202：早川書房、1955年）
  - 『ブラウン神父の知恵』（橋口稔訳、新潮文庫：新潮社、1960年）
  - 『ブラウン神父の知恵』（福田恆存・中村保男訳、創元推理文庫、1959年。1982年に改稿され中村保男の単独名義となる、改版2017年）
  - 『ブラウン神父の知恵』（南條竹則・坂本あおい訳、ちくま文庫、2016年）
- 1922年 『知りすぎた男』（The Man Who Knew Too Much）
  - 『知りすぎた男　ホーン・フィッシャーの事件簿』（井伊順彦訳、論創社〈論創海外ミステリ〉、2008年）
    - この訳書では、上記『奇商クラブ』所収の2篇を割愛。

  - 『知りすぎた男』（南條竹則訳、創元推理文庫、2020年）
    - この訳書では、上記『奇商クラブ』所収の2篇、および『知りすぎた男』（本国版）の2編（「煙の庭」と「剣の五」）を割愛。
- 1925年 『法螺吹き友の会』（Tales of Long Bow)
  - 『法螺吹き友の会』（井伊順彦訳、論創社〈論創海外ミステリ〉、2012年）
- 1926年 『ブラウン神父の不信』（The Incredulity of Father Brown）
  - 『ブラウン神父の懐疑』（村崎敏郎訳、ハヤカワミステリ203：早川書房、1956年）
  - 『ブラウン神父の懐疑』（橋口稔訳、新潮文庫、1960年）
  - 『ブラウン神父の不信』（福田恆存・中村保男訳、創元推理文庫、1959年。1982年に改稿され中村保男の単独名義となる、改版2017年）
- 1927年 『ブラウン神父の秘密』（The Secret of Father Brown）
  - 『ブラウン神父の秘密』（村崎敏郎訳、ハヤカワミステリ204：早川書房、1957年）
  - 『ブラウン神父の秘密』（橋口稔訳、新潮文庫、1964年）
  - 『ブラウン神父の秘密』（福田恆存・中村保男訳、創元推理文庫、1961年。1982年に改稿され中村保男の単独名義となる、改版2017年）
- 1929年 『詩人と狂人たち』（The Poet and The Lunatics）
  - 『詩人と狂人たち』（福田恆存訳、創元推理文庫、1977年。元版：1957年「世界推理小説全集」、のちに中村保男名義）
    - 別版「詩人と狂人達」福田恆存[1]訳、国書刊行会〈世界幻想文学大系12〉、1976年

  - 『詩人と狂人たち　ガブリエル・ゲイルの生涯の逸話 【新訳版】』（南條竹則訳、創元推理文庫、2016年）
- 1930年 『4名の申し分なき重罪人』（Four Faultless Felons）
  - 『四人の申し分なき重罪人』（西崎憲訳、国書刊行会、2001年／ちくま文庫、2010年）
- 1935年 『ブラウン神父の醜聞』（The Scandal of Father Brown）
  - 『ブラウン神父の醜聞』（村崎敏郎訳、ハヤカワミステリ205：早川書房、1957年）
  - 『ブラウン神父の醜聞』（福田恆存・中村保男訳、創元推理文庫、1961年。1982年に改稿され中村保男の単独名義となる、改版2017年）
- 1937年 『ポンド氏の逆説』（The Paradoxes of Mr. Pond）
  - 『ポンド氏の逆説』（福田恆存訳、創元推理文庫、1977年。元版：1959年「世界推理小説全集56」、のちに中村保男名義）
  - 『ポンド氏の逆説 【新訳版】』（南條竹則訳、創元推理文庫、2017年）
- 「ブラウン神父シリーズ」は、戦前に単発的に浅野玄府訳や西田政治訳などが雑誌に掲載され、また傑作集が編まれたりしたが、原書のシークエンスで紹介されたのは戦後のハヤカワ・ミステリの村崎訳が最初である。なお、世界推理小説大系、推理名作全集といったアンソロジーにも部分収録されているが、煩をおそれて本項では省略した。

### ブラウン神父もの中短編
- 1914年 「ドニントン事件」（The Donnington Affair) - 問題編・解決編に分かれた中編。邦訳はHMM'96.2。世界の名探偵コレクション3「ブラウン神父」（集英社文庫 '97）[2]
- 1936年 「村の吸血鬼」（The Vampire of the Village) - 本国では単行本未収録（第6短編集の初話になる予定だったと新保博久は考察している）。邦訳は第5短編集「ブラウン神父の醜聞」（創元推理文庫、改版2000年）の巻末に併録。東京創元社でのタイトル「吸血鬼」の読みは「バンプ」[3]
- 1936年 「ミダスの仮面（マイダス王の仮面）」（The Mask of Midas) - 邦訳はHMM'98.10。『法螺吹き友の会』（論創社、2012年）の巻末にも併録。

### ノンシリーズ中短編
- 1905年 「背信の塔」（The Tower of Treason)
  - 『裏切りの塔』（南條竹則訳、創元推理文庫、2021年）、下記三作も収録。
- 1905年 「驕りの樹」（The Trees of Pride)
- 1919年 「煙の庭」（The Garden of Smoke）[4]
- 1919年 「剣の五」（The Five of Swords）
  - 上の4編のうち、前記2編は（旧版）『奇商クラブ』（創元推理文庫、1977年）、後記2編は『知りすぎた男　ホーン・フィッシャーの事件簿』（論創社、2008年）に併録。
- 1924年 「竜とカクレンボ」（The Dragon at Hide-and-Seek)
  - 推理小説ではなくファンタジー。「ファンタジイ傑作集Ⅱ　ビバ! ドラゴン」（ハヤカワ文庫、1981年）に収録。
- 1925年 「キツネを撃った男」（The Man Who Shot the Fox)
- 1925年 「白柱荘の殺人」（The White Pillars Murder)
  - 「白柱荘の殺人」（村崎敏郎訳、「エラリイ・クィーンズ・ミステリ・マガジン」、1957年8月号。「ハヤカワミステリマガジン」2012年10月号に再掲載）、）

### 戯曲
- 1913年 「魔術」（Magic）[5]

### 編書・アンソロジー
- 1935年 『探偵小説の世紀』（A Century of Detective Stories）、（宇野利泰ほか訳、創元推理文庫〈上下〉：東京創元社、1983年）

### 連作長編
- 1931年 『漂う提督』（The Floating Admiral）－　プロローグを担当

### 全集
- 1986年～ 『G・K・チェスタートン全集』全39冊 (Collected Works of G. K. Chesterton)